# بيلي بانفيلد
بيلي بانفيلد (بالإنجليزية: Bailey Banfield)‏ هو لاعب كرة قدم أسترالية أسترالي، ولد في 26 فبراير 1998.

## وصلات خارجية
- بيلي بانفيلد على موقع AustralianFootball.com (الإنجليزية)
- بيلي بانفيلد على موقع AFLtables.com (الإنجليزية)